# Bujaque

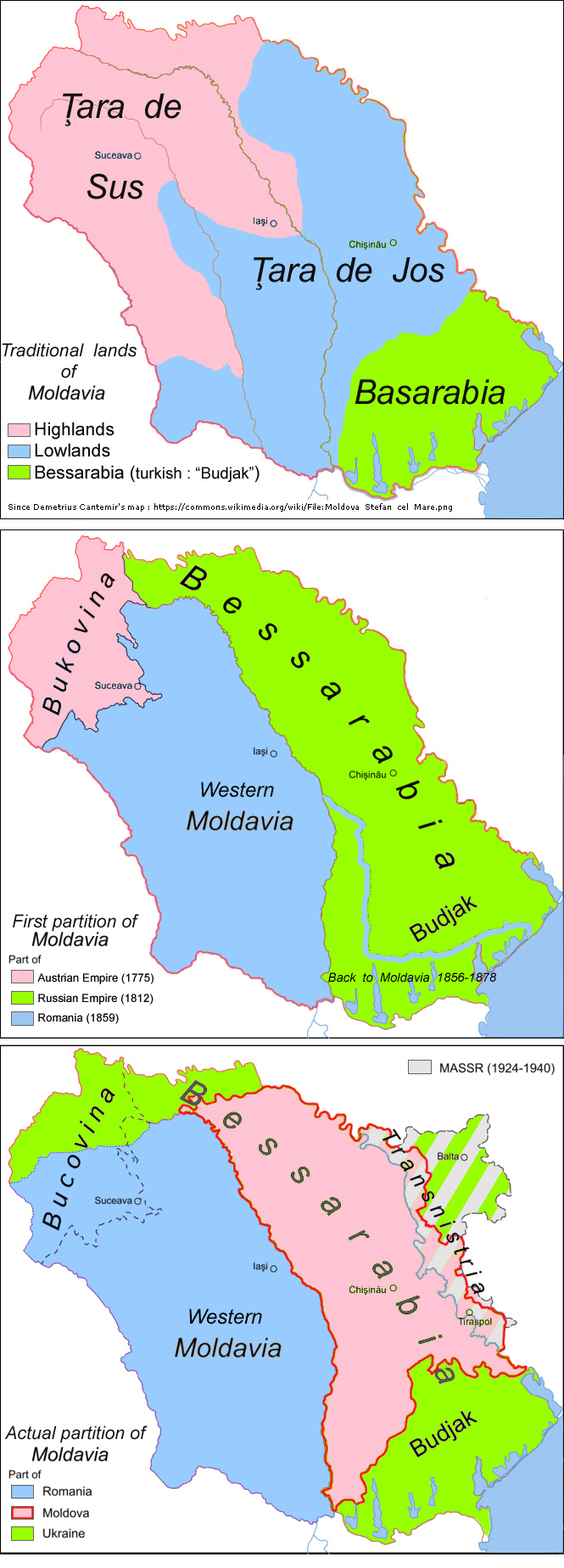
O Budjac, parte da região Moldávia

O Bujaque é a parte mais meridional da Bessarábia, hoje parte do óblast de Odessa, na Ucrânia. É uma região multiétnica localizada ao norte do Danúbio, entre os rios Prut e Dniestre.
O nome da região foi dados pelos turcos durante a ocupação otomana, sendo bucak em turco equivalente, grosso modo, a "esquina". Em ucraniano, búlgaro e russo a região chama-se Буджак (Budjak) e em romeno Bugeac.